# Anthene smithi
Anthene smithi är en fjärilsart som beskrevs av Paul Mabille 1877. Anthene smithi ingår i släktet Anthene och familjen juvelvingar. Inga underarter finns listade i Catalogue of Life.